# Emelie Öhrstig
Emelie Öhrstig, née le 27 février 1978 à Borås, est une ancienne fondeuse suédoise. Elle est championne du monde en 2005 à Oberstdorf en Allemagne dans l'épreuve du sprint. Elle se retira en 2006, année où elle a participé à ses uniques Jeux olympiques à Turin. Elle a aussi pratiqué le VTT cross-country et le cyclisme sur route.

## Palmarès en ski

### Jeux olympiques
- Turin 2006 : 22e en sprint libre et 47e au 10 kilomètres classique

### Championnats du monde
- Championnats du monde 2005 à Oberstdorf (Allemagne) :
  -  Médaille d'or en sprint classique.

### Coupe du monde
- Meilleur classement général : 25e en 2005 et 2006.
- 1 podium : deuxième d'un sprint par équipes en 2005 à Pragelato

## Palmarès en VTT
- 1995
  -  Médaillée d'argent du championnat d'Europe de cross-country juniors
- 1996
  -  Médaillée d'argent du championnat du monde de cross-country juniors
- 1997
  - 3e du championnat de Suède de cross-country
- 1999
  - 2e du championnat de Suède de cross-country
- 2001
  - 3e du championnat de Suède de cross-country